# Jongnam
Jongnam (hangul: 영남) az egykori Kjongszang tartományt lefedő régió, ma Dél-Korea területén található. Észak- és Dél-Kjongszang, Puszan, Tegu és Ulszan tartozik hozzá. 